# 쥬라식 5
쥬라식 5(Jurassic 5)는 미국의 힙합 그룹이다.